# Henrik 4. af Sachsen
Henrik 4. af Sachsen, også kaldet Henrik den Fromme (tysk: Heinrich der Fromme), (født 16. marts 1473, død 18. august 1541) var en tysk fyrste fra Huset Wettin, der var hertug af Sachsen og markgreve af Meissen fra 1539 til 1541. 
Henrik var søn af Hertug Albrecht 3. af Sachsen og tilhørte den albertinske linje af Huset Wettin. I 1539 efterfulgte han sin barnløse storebror, Hertug Georg af Sachsen.